# Stanisław Koziara
Stanisław Koziara (ur. 1956) – językoznawca, polonista, wykładowca Uniwersytetu Pedagogicznego im. Komisji Edukacji Narodowej w Krakowie.

## Życiorys
Urodził się w miejscowości Wola Gręboszowska ma Powiślu Dąbrowskim. Pochodzi z rodziny chłopskiej. Studia w zakresie filologii polskiej ukończył na ówczesnej Wyższej Szkole Pedagogicznej w Krakowie. Magisterium obronił w 1981. Stopień doktora uzyskał w 1992. Habilitował się w 2002. 
W roku szkolnym 1981/82 zdobywał doświadczenie zawodowe jako nauczyciel w Szkole Podstawowej nr 14 w Tarnowie. Następnie związał się etatowo ze swoją macierzystą uczelnią, na której przeszedł wszystkie stopnie rozwoju profesjonalnego, jako stażysta, asystent, starszy asystent, adiunkt i profesor nadzwyczajny (od 2003) w Katedrze Języka Polskiego Instytutu Filologii Polskiej. 
Zajmuje się językiem religijnym, przekładem biblijnym, a zwłaszcza frazeologią biblijną w języku polskim.
Wydał książki Pojęcia wartościujące w polskich przekładach Psałterza (1993), Frazeologia biblijna w języku polskim (2001) i Tradycyjne biblizmy a nowe polskie przekłady Pisma Świętego (ujęcie filologiczno-normatywne) (2009) 
W 2015 współorganizował I Limanowskie Dyktando. 
W 2016 otrzymał Nagrodę Douglas Murray Prize nadawaną przez pismo "Reformation & Renaissance Review" za najlepszy artykuł w roczniku 2015 poświęcony Biblii Brzeskiej. 
Jest redaktorem naczelnym serii "Studia Linguistica" czasopisma "Annales Universitatis Paedagogicae Cracoviensis".